# Reprezentacja Australii w hokeju na trawie kobiet
Reprezentacja Australii w hokeju na trawie kobiet (Hockeyroos) jest najbardziej utytułowanym obok Holandii i Niemiec żeńskim zespołem narodowym na świecie w tej dyscyplinie. Zdobyła w swej historii trzy złote medale Igrzysk Olimpijskich w 1988, 1996 i 2000 roku oraz dwa tytuły Mistrza świata w 1994 i 1998 roku.
Sześciokrotnie zwyciężała w Champions Trophy (1991, 1993, 1995, 1997, 1999 i 2003). Cztery razy wygrywała w Igrzyskach Wspólnoty Narodów (1998, 2006, 2010, 2014) oraz osiem razy triumfowała w Pucharze Oceanii (1999, 2001, 2003, 2005, 2013, 2015, 2017, 2023).

## Osiągnięcia

### Igrzyska olimpijskie
- nie wystąpiła - 1980
- 4. miejsce - 1984
- 1. miejsce - 1988
- 5. miejsce - 1992
- 1. miejsce - 1996
- 1. miejsce - 2000
- 5. miejsce - 2004
- 5. miejsce - 2008
- 5. miejsce - 2012
- 6. miejsce - 2016
- 5. miejsce - 2020
- 5. miejsce - 2024

### Mistrzostwa świata
- nie wystąpiła - 1974
- nie wystąpiła - 1976
- nie wystąpiła - 1978
- 4. miejsce - 1981
- 3. miejsce - 1983
- 6. miejsce - 1986
- 2. miejsce - 1990
- 1. miejsce - 1994
- 1. miejsce - 1998
- 4. miejsce - 2002
- 2. miejsce - 2006
- 5. miejsce - 2010
- 2. miejsce - 2014
- 4. miejsce - 2018
- 3. miejsce - 2022

### Igrzyska Wspólnoty Narodów
- 1. miejsce - 1998
- 3. miejsce - 2002
- 1. miejsce - 2006
- 1. miejsce - 2010
- 1. miejsce - 2014
- 2. miejsce - 2018
- 2. miejsce - 2022